# Liberty X
I Liberty X sono stati un gruppo musicale inglese di genere pop-R&B.

## Carriera
I Liberty X si formano nel corso della trasmissione inglese Popstars, inizialmente con il semplice nome di Liberty. Poi in seguito alle richieste legali di un gruppo R&B omonimo degli anni novanta, il gruppo fu costretto ad aggiungere la "X" al nome. Nel 2001 i Liberty X pubblicano il loro primo album Thinking It Over.
Il gruppo ottiene istantaneamente un ottimo successo in patria, piazzando i loro primi due singoli (Thinking It Over e Doin' It) nella top 20 inglese. Ma è il loro terzo singolo Just a Little del 2002 che rende il gruppo popolare in tutta Europa. Il brano vince il riconoscimento come "miglior singolo britannico" ai Brit Awards 2003 e diventa il nono singolo più venduto dell'anno.
Nonostante l'enorme successo iniziale, il disco successivo Being Somebody ottiene una tiepida accoglienza e i Liberty X vengono criticati aspramente dai fans per aver cambiato genere: nei nuovi dischi si è passati dall'R&B ballabile che li aveva contraddistinti, ad un pop più melodico e tendente alle ballate romantiche. In seguito, i componenti si dedicano a progetti da solisti mentre nel 2005, la loro casa discografica, la V2 Records, rompe il contratto, ed il gruppo passa alla Unique Corp, con il quale pubblicano il loro terzo lavoro X.
Il 20 maggio 2007, i Liberty X annunciano sul proprio sito internet il loro scioglimento, ed eseguono la loro ultima performance insieme il 2 settembre 2007.

## Formazione
- Michelle Heaton (19 luglio 1980, Gateshead, Inghilterra)
- Tony Lundon (13 aprile 1979, Galway, Irlanda)
- Kevin Simm (5 settembre 1980, Lancashire, Inghilterra)
- Jessica Taylor (23 luglio 1980, Lancashire, Inghilterra)
- Kelli Young (7 aprile 1981, Derby, Inghilterra)

## Discografia
- 2001 - Thinking It Over
- 2003 - Being Somebody
- 2005 - X